# Parafia Narodzenia Najświętszej Maryi Panny w Jaksmanicach
Parafia Narodzenia Najświętszej Maryi Panny w Jaksmanicach – parafia rzymskokatolicka znajdująca się w archidiecezji przemyskiej w dekanacie Przemyśl III. 

## Historia
W 1948 roku w Jaksmanicach zostali osiedleni repatrianci z Radochoniec, Czyszek i Husakowa oraz emigranci z Huciska, Nienadowej i Laskówki. Na kościół rzymskokatolicki została zaadaptowana dawna cerkiew. 
21 czerwca 1982 roku dekretem bpa Ignacego Tokarczuka została erygowana parafia, z wydzielonego terytorium parafii Hurko.
W 2011 roku abp Józef Michalik dokonał konsekracji odnowionego kościoła.
Na terenie parafii jest 1 073 wiernych (w tym: Jaksmanice – 450, Siedliska – 690).
Proboszczowie parafii:
1982–2005. ks. Tadeusz Zeńko.
2005–2019. ks. Roman Słota.
2019– nadal ks. Kazimierz Bochnak.